# Cássia-de-sião
Cássia-de-sião (também conhecida como Cássia-amarela), Senna siamea (Lam.) H.S. Irwin & Barneby; família Fabaceae é uma árvore originária da Tailândia, sudeste asiático, que foi aclimatada na região nordeste do Brasil e vem sendo empregada na arborização, na produção de madeira e de cercas vivas. É uma árvore de porte médio e atinge 5 metros de altura em condições áridas, podendo raramente exceder a altura de 20 metros. É usada em países do sudeste asiático como controle de erosão, abrigos vivos, quebra-ventos etc.
A Cássia-de-sião pode crescer em uma grande gama de condições climáticas, com preferência para o clima de monções com precipitação anual de 500 a 2800 mm e temperatura média anual entre 20 e 31 °C. Prefere solos férteis, úmidos e bem drenados com pH em torno de 5,5 e 7,5. É uma árvore que pode crescer em solos degradados, porém não inférteis por não fazer fixação de nitrogênio.

## Utilidades
A planta possui uma madeira densa e o cerne é durável e decorativo. As folhas são usadas como adubo verde e forragem para bovinos, caprinos e ovinos, sendo tóxica para aves e suínos. É usada como também para fazer sombra em plantações de café e chá.

## Fenologia
A frutificação inicia-se quando a planta tem 2 a 3 anos. A floração ocorre geralmente no verão, mas em muitas regiões as flores estão presentes durante todo o ano.